# Francis Cockburn
Francis Cockburn (10 novembre 1780- 24 août 1868) est un administrateur colonial, qui sert dans l'armée britannique et joue un rôle important dans le peuplement de l'Est du Canada.

## Biographie
Il est né en Angleterre en 1780. Il est le cinquième et dernier fils de James Cockburn (8e baronnet) (1729-1804) et de sa deuxième épouse Augusta Anne Ayscough. Son grand-père maternel est Francis Ayscough, doyen de Bristol et tuteur royal.
Il rejoint le 7e Dragoon Guards à l'âge de 19 ans et sert en Amérique du Sud et dans la Péninsule Ibérique. Il arrive au Canada en 1811 en tant que capitaine des Canadian Fencibles et combat pendant la Guerre anglo-américaine de 1812. Il sert avec le quartier-maître du Haut-Canada à Toronto et à Kingston. En 1815, il devient sous-ministre général du Haut-Canada et participe à l'établissement des immigrants près de Perth dans le district de Bathurst.
En 1818, il devient sous-chef de quartier général du Haut et du Bas-Canada. Il aide à établir des colonies de peuplement militaires à Perth, Richmond, Lanark, la baie de Quinte, le comté de Glengarry et sur la rivière Saint-François au Bas-Canada. Il fonde également un village à Franktown, en Ontario. En 1819, il accompagne le duc de Richmond lors de la tournée de Perth et de Richmond qui aboutit à la mort du duc.
Il retourne en Angleterre en 1823. Pendant son séjour là-bas, il aide à établir le prix des terres pour les propriétés situées dans le Haut-Canada et donne des conseils sur les meilleurs emplacements pour la colonisation dans la région.
Il est surintendant du Honduras britannique de 1830 à 1837 et gouverneur des Bahamas de 1837 à 1844. Il est fait chevalier en 1841. Il atteint le rang de général en 1860. Il est décédé à Douvres, en Angleterre, en 1868.
Cockburn Town, la plus grande colonie de l'île de San Salvador aux Bahamas, porte son nom, de même que l'île Cockburn en Ontario.